# ريد كيلي
ليونارد باتريك «ريد» كيلي (بالإنجليزية: Red Kelly)‏ (1927 – 2019 م) كان لاعب ومدرب هوكي الجليد محترف ذو جنسية كندية. كما أنه عضو في الحزب الليبرالي الكندي، لعب في مركز مركز ‏، ومدافع ‏. صنّف من أعظم 100 لاعبي دوري الهوكي الوطني.

## مناصب
تولى منصب عضو مجلس العموم الكندي.

## جوائز
حصل على جوائز منها:
- نيشان كندا من رتبة عضو.

## روابط خارجية
- ريد كيلي على موقع دوري الهوكي الوطني (الإنجليزية)
- ريد كيلي على موقع EliteProspects.com (الإنجليزية)
- ريد كيلي على موقع HockeyDB.com (الإنجليزية)
- ريد كيلي على موقع Hockey-Reference.com (الإنجليزية)
- ريد كيلي على موقع قاعة أونتاريو للمشاهير الرياضية (مؤرشف) (الإنجليزية)